# Silent Scope 2: Fatal Judgement
Silent Scope 2: Fatal Judgement (Silent Scope 2: Dark Silhouette aux États-Unis et Silent Scope 2: Innocent Sweeper au Japon) est un jeu vidéo de tir au pistolet développé et édité par Konami en 2000 sur borne d'arcade puis porté sur PlayStation 2 et Xbox.

## Accueil
- Jeuxvideo.com : 13/20[1]